# Бернстин, Карл
Карл Бернстин (вариант Бернштейн, англ. Carl Bernstein, /ˈbɜrnstiːn/, род. 14 февраля 1944 года) — американский журналист, широко известный в США и Западной Европе своей работой по Уотергейтскому делу.

## Биография
Совместно с Бобом Вудвордом «раскопал» историю с нелегальным прослушиванием разговоров предвыборного штаба Демократической партии США, т. н. «Уотергейтский скандал».

## Книги
- All the President's Men — with Bob Woodward (1974) ISBN 0-671-21781-X
- The Final Days — with Bob Woodward (1976) ISBN 0-671-22298-8